# ヒンドゥー哲学
ヒンドゥー哲学（ヒンドゥーてつがく）は伝統的に、下記に挙げる6つのアースティカ（サンスクリット: आस्तिक, āstika、ヴェーダを至高の啓示聖典として受け入れる正統派）またの名をダルシャナ（サンスクリット: दर्शन, darśana、思想）、六派哲学に分類される。
1. サーンキヤ (Sāṃkhya-darśana)： 無神論的で、意識と物質の二元論を強調する。
2. ヨーガ (Yoga-darśana)： 瞑想（ヒンドゥー教のディヤーナ）・黙考・解脱（カイヴァリヤ）を重視する学派。
3. ニヤーヤあるいは論理学派 (Nyāya-darśana)： 知識の根源を研究する。『ニヤーヤ・スートラ』。
4. ヴァイシェーシカ (Vaiśeṣika-darśana)： 原子論をとる経験主義的学派。
5. ミーマーンサー (Mīmāṃsā-darśana)： 反禁欲主義・反神秘主義的な形式主義学派。
6. ヴェーダーンタ (Vedānta-darśana)： ヴェーダの最後の部分である知識を扱った節、つまり「ジュニャーナ」(知識)・「カーンダ」(部分)。ヴェーダーンタは中世以降ヒンドゥー教の支配的な潮流となった。

また、バラモン教から派生しながらヴェーダに権威を認めない哲学体系もあり、それらはバラモン教 / ヒンドゥー教の側からナースティカ（梵: नास्तिक, nāstika、異端）と呼ばれた。下記の3つが後世まで存続した。
1. チャールヴァーカ
2. ジャイナ教
3. 仏教

しかし、中世の哲学者ヴィディヤーラニヤはインド哲学を十六派に分類しており、そこにはシヴァ派、パーニニ派、ラセーシュヴァラ派（水銀派）などが挙げられ、また、不二一元論（アドヴァイタ）、被限定者不二一元論（ヴィシシュタ・アドヴァイタ）、二元論（ドヴァイタ）というヴェーダーンタ派の三つの分派が別々のものとして列挙されている。
ヒンドゥー教の歴史の中で、六派哲学はグプタ朝期のヒンドゥー教黄金時代に顕著であった。中世後期になるとヴァイシェーシカおよびミーマーンサーが姿を消すとともに六派哲学全体としても衰退し、ヴェーダーンタ諸派(二元論、不二一元論、その他)がインドの宗教哲学の主要部として高まりを見せた。ニヤーヤは「ナヴィヤ・ニヤーヤ」(新ニヤーヤ)として17世紀まで生き延びたが、サーンキヤは独立した学派としては徐々に消滅し、その教説はヨーガやヴェーダーンタに吸収された。

## 概観
| 学派               | サーンキヤ                                                                           | ヨーガ                                                                                       | ニヤーヤ                                                                               | ヴァイシェーシカ                                                                   | ミーマーンサー                                                                         | パーニニの思想                                               | アドヴァイタ                                                                                     | ヴィシシュタ・アドヴァイタ                               | ドヴァイタ                                                                             | パシューパタ派                                                           | 聖典シヴァ派                                                           | カシミール・シヴァ派                                         | ラセーシュヴァラ派                                           |
| ------------------ | ------------------------------------------------------------------------------------ | -------------------------------------------------------------------------------------------- | -------------------------------------------------------------------------------------- | ---------------------------------------------------------------------------------- | -------------------------------------------------------------------------------------- | ------------------------------------------------------------ | ------------------------------------------------------------------------------------------------ | -------------------------------------------------------- | -------------------------------------------------------------------------------------- | ------------------------------------------------------------------------ | ---------------------------------------------------------------------- | ------------------------------------------------------------ | ------------------------------------------------------------ |
| 発生時期           | 紀元後200年                                                                          | 紀元前2世紀                                                                                  | 紀元前2世紀                                                                            | 紀元前2世紀                                                                        | 紀元前3世紀                                                                            | 紀元前6世紀                                                  | 紀元後7世紀                                                                                      | 紀元後10世紀                                             | 紀元後13世紀                                                                           | 紀元後2世紀                                                              | 紀元後7世紀                                                            | 紀元後8世紀                                                  | 紀元後1世紀                                                  |
| 思想内容による分類 | 二元論、無神論                                                                       | 精神修養                                                                                     | 論理学、分析哲学                                                                       | 原子論                                                                             | 解釈学、文献学                                                                         | 言語哲学                                                     | 一元論、不二元論                                                                                 | 一元論、万有内在神論に分類される                         | 二元論、神学                                                                           | 有神論、精神修養                                                         | 有神論的二元論                                                         | 有神論的一元論、観念論                                       | 錬金術                                                       |
| 哲学者             | カピラ、イシュヴァラクリシュナ、ヴァーチャスパティ・ミシュラ、グナラトナなど         | パタンジャリ、ヤージュニャヴァルキヤ、ヴィヤーサ                                             | アクシャパーダ・ガウタマ、ヴァーツヤーヤナ、ウダヤナ、ジャヤンタ・バッタなど           | カナーダ、プラシャスタパーダ、シュリダラのニヤーヤカンダリーなど                   | ジャイミニ、クマーリラ・バッタ、プラバーカラなど                                       | パーニニ、バルトリハリ、カーティヤーヤナ                     | ガウダパダ、アディ・シャンカラ、マドゥスーダナ・サラスヴァティー、ヴィディヤーラニヤなど         | ヤムナチャリヤ、ラーマーヌジャなど                       | マドヴァーチャーリヤー、ジャヤティールタ、ヴィヤーサティールタ、ラガヴェンドラ・スワミ | ハラダッタチャーリヤー、ラクリシャ                                       | サディヨジヨティ、メイカンダル、アゴラシヴァ                           | ヴァスグプタ、アビナヴァグプラ、ジャヤラタ                   | ゴーヴィンダ・バガヴァト、サルヴァジュニャ・ラーメシュバラ   |
| 聖典               | サーンキヤ・スートラ、サーンキヤ・カーリカー、サーンキヤ・タットヴァカウムディーなど | ヨーガ・スートラ、ヨーガ・ヤージュニヴァルキヤ、サーンキヤ・プラヴァチャナ・バシヤ           | ニヤーヤ・スートラ、ニヤーヤ・バーシャ、ニヤーヤ・ヴァールッティカなど                 | ヴァイシェーシカ・スートラパダールタ・ダルマ・サングラハ、ダシャパダールティーなど | プールヴァ・ミーマーンサー・スートラ、ミマサストラ・バーシヤムなど                     | ヴァーキヤパディヤー、マハーバーシヤ、ヴァールッティカカーラ | プラスターナトライー、アヴァドゥータ・ギーター、アシュターヴァクラ・ギーター、パニチャダシーなど | シッディトラヤム、シュリ・バシヤ、ヴェダルタ・サングラハ | サルヴァ・シャーストラールタ・サングラハ、タットヴァ・プラカシカ                       | ガナカーリカー、パニチャールタ・バーシヤディピカー、ラーシカラ・バーシヤ | シヴァ・アーガマ、シュリマト・キラン、ラウラヴァタントラ、ムリゲンドラ | ヴァスグプタのシヴァ・スートラ、タントラアロカ               | ラサールナヴァ、ラサーリダヤ、ラセーシュヴァラ・シッダーンタ |
| 生み出した概念     | プルシャ、プラクリティ、グナ、サトカーリヤヴァーダ                                   | ヤマ、ニヤマ、アーサナ、プラーナーヤーマ、プラティヤハラ、ダーラナー、ディヤーナ、サマーディ | プラティヤクサ、アヌマーナ、ウパマーナ、アニヤタキヤティ・ヴァーダ、ニーシュレヤサなど | パダールタ、ドラヴィア、サーマーニヤ、ヴィシェサ、サマヴァーヤ、パラマーヌ         | アパウルシェヤトヴァ、アルターパッティ、アヌパラブディ、サタープラーマーニヤ・ヴァーダ | スポタ、アシュターディヤーイー                               | マハーヴァーキヤ、サーダナ・チャトゥスタヤ、三等級の実在                                         | ヒタ、アンタルヴィヤーピ、バフヴィヤーピなど             | プラパチャ、ムクティ・ヨギヤ、ニティヤ・サンサリン、タモ・ヨギヤ                       | パシュパティ、八半旬                                                     | チャリヤ、マントラマールガ、ロダ・シャクティ                           | チティ、マラ、ウパヤ、アヌッタラ、アハム、スヴァータントリヤ | パーラダ、水銀の三態                                         |
| 末路               | ヨーガに吸収される                                                                   | バクティ・ヨーガ、ハタ・ヨーガ                                                               | ナヴィヤ・ニヤーヤ                                                                     | ニヤーヤに併合される                                                               | ヴェーダーンタに凌駕される                                                             | 古典サンスクリット                                           | シュッダードヴァイタ                                                                             | スワミナラヤン・ヒンドゥー教                             | ヴィシュヌ派                                                                           |                                                                          | シヴァ・バクティ                                                       |                                                              | ラサヤナ                                                     |

1. 1 2 3  アドヴァイタ、ヴィシシュタ・アドヴァイタおよびドヴァイタは先行するヴェーダンタから展開しており、いずれもウパニシャッドおよびブラフマー・スートラを聖典として認める。
2. ↑  これはパタンジャリの活動した年代である。しかし、ヨーガはパタンジャリの生きた年代より前から存在した。
3. ↑  ガウダパダが活動した時期をもって発生時期とされている。
4. ↑  ヴィヤーサはヨーガ・スートラの注釈書「サーンキヤプラヴァチャナバーシャ」を著した(Radhankrishnan, Indian Philosophy, London, George Allen & Unwin Ltd., 1971 edition, Volume II, p. 344.)。

## サーンキヤ
サーンキヤはヒンドゥー教の正統派哲学の中でも最古のものである。サーンキヤでは「不減・不生・独立な二つの実在、つまり、1)プルシャ（サンスクリット: पुरुष、自己、アトマ、魂）あるいは意識それ自体、2)プラクリティ(創造的な作用、力)あるいは根源的な有形物」の存在を前提とすることで精神と物質の二元論が支持される。非意識的な根源的有形物つまりプラクリティは三種類の傾向の諸段階から成る、つまり、活動（ラジャス）、非活動（タマス）、調和（サットヴァ）という性質（グナ）の範疇より成る。この三種類の傾向の絡み合った関係の不均衡によってプラクリティから世界が展開してゆく。このプラクリティからの展開によって、知性（ブッディ、ハマト）、自己（アハンカラ）、精神（マナ）など23種類の構成要素が生まれる。サーンキヤでは、意識を持つ様々な生きた霊魂（ジェエヴァトマ）の存在が理論化された。 
プルシャつまり永遠の純粋な意識は無知のために自身を知性（ブッディ）や自己（ハンカラ）と同じくプラクリティの産物だとみなすとサーンキヤでは考えられた。このため終わりなき転生と苦しみが起こることになる。しかし、プルシャはプラクリティとは別個のものだと一たび気づくと自己はもはや転生を被ることがなくなり、究極の自由（カイヴァリヤ）が起こる 。
西洋の二元論は精神と肉体の区別を論ずるが、サーンキヤで論じられるのは霊魂と物質の区別である。アトマ（霊魂、魂）の概念は、霊魂というよりむしろ物質の縮閉線に対して考えられる精神自体や精神の概念とは区別される。霊魂は世界中に充満していて、永遠で、分割不可能で、他のものに還元されることのない、純粋な意識である。魂は非物質的で、知性を超越している。本来サーンキヤは有神論的ではなかったが、ヨーガと合流することで有神論的な変種が発展した。

## ヨーガ
インド哲学において、ヨーガは六つの正統学派のうちの一つの名称である。ヨーガの哲学体系はサーンキヤ学派と密接に結びついている。パタンジャリが解釈した限りでのヨーガ学派はサーンキヤの心理学・形而上学を取り入れているが、サーンキヤよりも有神論的である。このことはサーンキヤの25種の実在に対してヨーガでは神的存在が付け加えられていることに表れている。ヨーガとサーンキヤの親縁性は非常に強く、マックス・ミュラーが「二つの学派は、互いを区別する俗な言い回しでは、主のいるサーンキヤと主のいないサーンキヤと呼ばれ[...]」と述べている。サーンキヤとヨーガの親密な関係はハインリヒ・ツィンマーによって以下のように説明されている:

「インドにおいてこの二学派は双子、あるいは一つの学問の二つの側面とみなされる。サーンキヤは人間本性を基本的・理論的に解明し、その要素を列挙・定義してそれらが結合状態（バンダ）においてどのように共同作用するかを分析し、解脱（モクシャ）において結合状態が解かれてどうなったかを記述する。対してヨーガは専ら結合状態が解かれていく動態を論じ、「分離-完成」（カイヴァリヤ）つまり解脱するための実践的方法を概説する。」

ヨーガ学派の基盤となる聖典は、ヨーガ哲学の基本形を作ったパタンジャリのヨーガ・スートラである。ヨーガ哲学のスートラはパタンジャリに帰されているが、彼はマックス・ミュラーによれば「必ずしもスートラの著者でなかったとしてもヨーガ哲学の創始者・代表者には違いない。」

## ニヤーヤ
ニヤーヤ学派はニヤーヤ・スートラを基礎とする。ニヤーヤ・スートラはアクサパダ・ガウタマによって、おそらく紀元前2世紀に著された。この学派による最も重要な業績はその方法論にある。ニヤーヤの方法論は論理体系を基盤としていたが、後にはインド哲学の大部分の学派が同じ方法を採用するようになった。これは、西洋の科学と哲学の関係においてアリストテレス論理学から多くのものが取り入れられたことに相当する。
にも拘らず、ニヤーヤはまぎれもなく単に論理的なだけではないものだと門人にみなされていた。彼らは、妥当な知識を得ることは苦痛から解脱するための唯一の手段だと信じ、知識の妥当な根拠を見出してそれを間違った体験にすぎないものから区別するのに苦心した。ニヤーヤによれば、知識の根拠は、認識・推論・比較・証明の四つだけ存在する。これらのうちどれかから得られた知識は妥当であるか妥当でないかのいずれかである。ニヤーヤではいくつかの妥当性の判断基準が発達した。この点で、ニヤーヤはインド哲学の中では最も分析哲学に近いだろう。後のナイヤニカは、当時まったくもって有神論でなかった仏教に対する反論のなかで、イーシュヴァラの存在とその独自性の論理的証明を与えた。その後のニヤーヤの重要な動きとしては「ナヴィヤ・ニヤーヤ」の体系がある。

## ヴァイシェーシカ
ヴァイシェーシカ学派は、物質世界は何種類かの原子に還元でき、ブラフマンはこの原子の中の意識を作動させる根源的な力であるという原子論的多元論を前提とする。この学派は紀元前2世紀頃にカナーダ(あるいは「カナ・ブク」、「原子を食らう者」を意味する)によって創始された。ヴァイシェーシカ・スートラに含まれる主な教説は以下:
- 実在には9種類ある: 4種類の原子（大地、水、光、空気）、空間（アーカーシャ）、時間（カーラ）、向き（ディク）、無限なる霊魂（アートマン）、精神。
- 個々の霊魂は永遠であるが、一時的に物質的な肉体の中に充満している。
- 七種の経験的範疇（パダールタ en:Padārtha）が存在する— 実体、性質、活動、普遍性、特殊性、内属、非存在。

ヴァイシェーシカ学派はニヤーヤとは独立に発展したが、形而上学理論上密接に関連していたのでやがて合併することになった。しかし、ニヤーヤ学派は妥当な知識の根拠として4種類のものを認めていたのに対し、ヴァイシェーシカ学派は認識と推論だけを認めており、元々の両派はこの点で決定的に異なっていた。

## プールヴァ・ミーマーンサー
プールヴァ・ミーマーンサー学派の主な目的はヴェーダの権威を確立することであった。結果的に、後のヒンドゥー教にとってこの学派の最も価値ある業績はヴェーダを解釈する規則を定式化したこととなった。この学派の門人は、ヴェーダに対する疑問の余地のない信仰と、ヤジュニャつまり5つの供物を捧げることを提議した。彼らは世界の活動を維持するものとしてヤジュニャおよびマントラの力を信じた。この信仰を維持する上で、彼らはヴェーダの儀式を行うことから成る「ダルマ」を非常に強調した。
ミーマーンサー学派の哲学者達は他の学派の論理学的・哲学的な教説を受け入れたが、他の学派には正しい行動に気を配ることを十分に強調できないと感じていた。解脱（モクシャ）を目的とする他の学派は、解脱しようという努力自体が自由への欲望から生まれているにすぎないために、欲望や利己心からの完全な自由を得ることはないとミーマーンサー学派の人々は考えていた。ミーマーンサー思想によれば、ヴェーダの掟に一致した行動をとることによってのみ解脱が得られるという。
ミーマーンサー学派は後に意見を変え、ブラフマンと自由の教説を説くようになった。その信奉者は悟りを開くことで魂が束縛から逃れられると説いた。ミーマーンサーは西洋のインド学者からあまり関心を払われてこなかったが、その影響はヒンドゥーを実践すると感じられる、というのもヒンドゥー教のあらゆる儀式・祭礼・戒律はこの学派から影響を受けているからである。

## ヴェーダーンタ（ヴェーダ聖典研究の補助学）
ヴェーダーンタあるいは「後期」ミーマーンサー学派はブラーフマナの儀式主義的な教えよりもウパニシャッドの哲学的教説に専心する。語源的には、ヴェーダーンタはヴェーダの知識の最後の部分を意味する。これはジュニャーナ・カーンダ（知識部、jñāna-kāṇḍa）としても知られる。一方、ヴェーダの最初の部分はカルマ・カーンダ(祭事部、karma-kāṇḍa)と呼ばれる。ヴェーダのうち、信仰・祈祷・瞑想といった精神修養に焦点を当てた部分はウパーサナ・カーンダと呼ばれる。 
伝統的なヴェーダの儀礼は瞑想的・慰撫的な儀式として行われ続けたが、知識により焦点を当てた理解が起こった。それは、伝統的な儀礼主義よりもむしろ瞑想・自己修養・精神的結合に焦点を当てた、ヴェーダの宗教の神秘主義的側面であった。
より深遠であるヴェーダーンタは、ウパニシャッドに要約された、ヴェーダの本質である。ヴェーダーンタ思想はヴェーダの宇宙論・頌歌・哲学に依拠した。ブリハッド・アーラニヤカ・ウパニシャッドは3000年も前に現れたとされた。元本としては13ほどのウパニシャッドのみが認められているが、100以上のウパニシャッドが存在する。ヴェーダンタ思想の最も顕著な業績は、自意識はブラフマンの意識と連続していて区別不可能だという教説である。
ヴェーダーンタ・スートラの格言は謎めいた、詩的な文体で表されており、様々な解釈が可能である。そのためヴェーダーンタから六つの分派が生まれ、それぞれが独自の方法で聖典を解釈して二次注釈書を生み出した。

### 不二一元論（アドヴァイタ）
アドヴァイタは語義上「二ではなく、単一であり、唯一」を表す。最も古く最もよく受け入れられたヴェーダンタ学派であり、その哲学は霊的・宇宙的な絶対的な一元論である。この学派の最初の偉大な確立者はシャンカラ（788年 – 820年）で、彼はウパニシャッドの師の教えを、ひいては師たちの師たるガウダパーダの教えを受け継いだ。彼は主だったヴェーダの聖典に対する広範な注釈書を著し、ヒンドゥー教の思想や生活法の復興・改革に成功した。
このヴェーダーンタ学派によれば、ブラフマンとは唯一の実在であり、ブラフマン以外には何ものも存在しない。この世界で二元性や差異が現れるのはブラフマンの重複であり、これをマーヤーと呼ぶ。マーヤーはブラフマンの幻想的・創造的側面であり、これによって世界が起こってくる。マーヤーは存在するものでも存在しないものでもなく、幻想（例えば蜃気楼）のように仮初めのものである。
人間が自分の精神を通じてブラフマンを知ろうとすると、マーヤーの影響によってブラフマンは世界や個々の人間とは隔絶した神（イーシュヴァラ）として現れる。ところが実は、個々の霊魂（ジーヴァートマン, jīvātman）とブラフマンの間に差異はないのである。神への祈祷、瞑想（ヒンドゥー教のディヤーナ）、無私の行動（カルマ・ヨーガ）などの精神修養によって心が浄化され、間接的に真なるものを認識することになる。盲人がまばゆく輝く太陽を見ることはないように、無知によって目が曇らされている者が実在の不二元的な本性を見ることはない。それゆえ、解脱へ直接至らしめる唯一のものは、直接に無知を取り除く自己認識である。これを認識すると、自身および自身と同様のものとしての世界を見て、不二元的なブラフマン、つまり存在―知識―至福―究極を見て取る。

### 被限定者不二一元論（ヴィシシュタ・アドヴァイタ）
被限定者不二一元論（ヴィシシュタ・アドヴァイタ）の主要な唱道者はラーマーヌジャ（1037年頃 – 1137年）である。根本的な性質・特質を持った超越的存在という概念を唱道し、アドヴァイタ派の非個人的で空虚な唯一性としてのブラフマンの概念に反論した。同派の人々はブラフマンを普遍的な唯一性とみなしたが、同時に万物の根源でもあり、遍在して存在に動的に関わるものだともみなした。同派の人々にとって主客認識の感覚は幻想であり、無知の徴候であった。しかし、個人の自己認識は、普遍的存在ブラフマンに由来するため、全くの幻想ではない。ラーマーヌジャはブラフマンを擬人化したものがヴィシュヌだとみなした。

### 二元論（ドヴァイタ）
ヴェーダーンタ学派のドヴァイタ（二元論）（ヴェーダの二元論的結論）学派はマドヴァ（1238年頃 – 1317年）によって創始された。この学派は、二つの異なる実在の存在を理論化することで二元論を支持する。最初の、そして最も重要な実在はヴィシュヌあるいはブラフマンの実在である。ヴィシュヌは最高の自己、神、世界の究極的真理、独立した実在である。第二の実在は独立ではないが等しく真である世界で、これは自身の本質と離れて存在する。個々の霊魂（ジーヴァ）、物質、その他の、第二の実在から成るものは全て分離した実在をもって存在する。ヴェーダの一元論的結論であるヴェーダーンタ学派の不二一元論（アドヴァイタ）から区別する要因は、神が個々人の役割を支配しており、世界を統治・支配する真の永遠なる存在とみなされている点にある。 
さらに五つの特徴がある（五別異論）— (1) ヴィシュヌは霊魂と区別される; (2) ヴィシュヌは物質と区別される; (3) 霊魂は物質と区別される; (4) 霊魂は別の霊魂とは区別される (5) 物質は他の物質と区別される。霊魂は永遠だがヴィシュヌの意志に依存している。この神学は霊魂が創造されたものでないという説によって悪の問題を説明しようとする。個々のものは神的存在に依拠しているため、それらは神的存在の反響、映像、あるいは影ともみなされるが、どのような形でも神的存在と同一視されることはない。それゆえ解脱は、全ての限りある存在が最高の存在に本質的に依存していると認識することだとされる。

### 不一不異論（ドヴァイタードヴァイタ）
不一不異論（ドヴァイタードヴァイタ）は、13世紀アーンドラ地方のヴィシュヌ派哲学者ニンバールカによって提議された。この哲学によれば存在の範疇は三つある、つまりブラフマン、霊魂、物質である。霊魂と物質はブラフマンとは異なる性質・能力を持つためブラフマンと区別される。ブラフマンは独立して存在するが、霊魂と物質は他のものに依存して存在する。そのため霊魂と物質は離れてはいるが他に依存するような存在をもっている。さらに、ブラフマンは支配者であり、霊魂は享受する者であり、物質は享受されるものだとされる。また、信仰の最高の対象はクリシュナとその配偶者ラダであり、数千のゴピつまりウシ飼い女を伴っているという。また、祈禱は克己心より成るとされる。

### 純粋不二一元論（シュッダ・アドヴァイタ）
シュッダ・アドヴァイタは純粋不二一元論哲学であり、ヴァッラバ（1479年 - 1531年）によって提議された。この創設者はヴァッラバー・サンプラダーヤ（ヴァッラバ派）あるいはプシュティマールガ（優雅なる道、puṣṭimārga）と呼ばれるクリシュナ信仰に重点を置いたヴィシュヌ派のグルでもあった。

### 不可思議不一不異論（アチントヤ・ベーダーベーダ）
チャイタニヤ・マハープラブ（1486年 – 1534年）は、神の我またはエネルギーは、彼がクリシュナ、ゴーヴィンダ（ヴィシュヌ神の異名）と同定した神とは区別され、また区別されないものであり（区別無区別、ベーダーベーダ）、これは考察することはできないが、愛の献身（バクティ）のプロセスを通じて経験することができると述べた。彼はマドヴァのドヴァイタ思想（二元論）に倣っている。『ヴィシュヌ・プラーナ』に従い、この派は神（バガヴァン）に、栄光（アイシュヴァリヤ）、力（ヴィーリヤ、精進）、名声（ヤシャス）、繁栄（シュリー）、知識（ジニャーナ）、離欲（ヴァイラーグヤ）の6つの美徳を帰する。バガヴァンの超越的な力は人間には想像もつかないものであり、バガヴァンとの関係は「不可思議不一不異（アチントヤ・ベーダーベーダ、同一性の中の不可思議な差異）」があるものとして特徴づけられる。この力は区分されており、ジーヴァ・ゴースヴァーミンの『バガヴァット・サンダルバ』（内的な力について論じている）と『パラマートマン・サンダルバ』 （バガヴァンの周辺的・外的な力について詳しく述べている）の中で説明されている。アドヴァイタの中心であるマーヤーはバガヴァンの外的な力であり、バガヴァンの拡張体であるパラマートマン（最高我）によって制御されている。そして、ブラフマンはバガヴァンに含まれており、バクティ・ヨーギーの瞑想と悟りの対象である。

## シヴァ派
初期のシヴァ派の歴史ははっきりしない。だが、シュヴェターシュヴァタラ・ウパニシャッド(紀元前400年 – 紀元前200年)はシヴァ主義の最初期の明文化された体系的哲学とされる。シヴァ派は、不二元論（アベダ）、二元論（ベダ）、二元不二元論（ベダアベダ）といった様々な学派で表現された。ヴィディヤーラニヤは著書中でシヴァ思想の主な三つの派―パーシュパタ・シヴァ派、聖典シヴァ派、そしてプラティヤビジュニャ―（再認識派、カシミール・シヴァ派）に言及している。

### パーシュパタ派
パーシュパタ派（獣主派）は主要なシヴァ派の系統の中で最も古い。2世紀にラクリシャによって体系化された。パシュパティのパシュには、結果(つまり創造された世界)が言及されており、その言葉は隠されたものに依拠しているものを示している。パティは原因(あるいは起源)を意味するのに対し、その言葉は世界の原因、パティ、あるいは支配者である主を示す。霊魂を最高位の存在に隷属させる神学で知られたヴィシュヌ派に対してパーシュパタ派は難色を示したが、これは、何かに依存することは苦痛やその他の望まれた目標を止める手段にはなりえないとパーシュパタ派が考えたからである。彼らは、他者に依存しつつ独立できるときを待ち望む者は、自分自身以外のものに依存しているのだから決して解脱できないと考えていた。パーシュパタ派によれば、霊魂は「苦痛の全ての芽」から解放されたとき至高の神性と同じ特性を持つようになるという。
パーシュパタ派では創造された世界が知覚を持たないものと持つ者に区別された。知覚を持たないものは意識も持たず、そのため知覚や意識を持つものに依存するとされた。知覚を持たないものはさらに結果と原因に分けられた。結果は、大地、四大元素及びその性質、色の十種類やその他に分けられた。原因は五種類の感覚器官、五種類の運動器官、三種類の内的器官、知性、自己原理、知覚原理の十三種類に分けられた。この非知覚的原因は自己と非自己とを錯覚により同一視するとされた。パーシュパタ・シヴァ派において、解脱とは魂の知性を通じての神との結合を伴うものであった。

### 聖典シヴァ派
典型的なタントラ・シヴァ派とされる聖典シヴァ派（シャイバ（シヴァの信徒）・シッダーンタ）は、タントラ・シヴァ派の規範的な儀礼、宇宙論、神学的な範疇を示している。二元論哲学である聖典シヴァ派の目的は、（シヴァの恩寵を通じて）存在論的にみて議論の余地なくシヴァになることである。この派は後にタミル人のシヴァ派と融合しており、聖典シヴァ派の概念の表現がナーヤナールのバクティ詩にもみられる。

### カシミール・シヴァ派
カシミール・シヴァ派は8世紀あるいは9世紀にカシミールで起こり、12世紀終わりまで哲学的にも神学的にも長足の進歩を遂げた。多くの研究者によって、この学派は一元論的観念論（絶対的観念論、有神論的一元論、実在論的観念論、超越論的物質主義あるいは具象的一元論）に分類された。この学派はトリカとその哲学的表現であるプラティヤビジュニャー（再認識）より成るシヴァ派の一派である。
カシミール・シヴァ派もアドヴァイタ・ヴェーダーンタも普遍的意識（チットあるいはブラフマン）を最高位とする不二元論哲学であるにもかかわらず、カシミール・シヴァ派においてはアドヴァイタに反して万物はこの意識の顕現だとされた。このことは、カシミール・シヴァ派にとって現象世界（シャクティ）は真実であり、確かに存在していて意識（チット）のなかにその位置を占めるということを示している。アドヴァイタではブラフマンは非活動的（ニシュクリヤ）で現象世界は幻影（マーヤー）にすぎないと考えられたのとは対照的である。カシミール・シヴァ派によれば、人間の生の目的は、智慧・ヨーガ・恩寵により、シヴァつまり普遍的意識と融合すること、つまり、これまでの自己とシヴァとの同一性を知ることである。

## 関連文献
- Radhakrishnan, Sarvepalli;  and Moore, Charles A. A Source Book in Indian Philosophy.  Princeton University Press; 1957. Princeton paperback 12th edition, 1989. ISBN 0-691-01958-4.
- Rambachan, Anantanand. "The Advaita Worldview: God, World and Humanity." 2006.
- Zilberman, David B., The Birth of Meaning in Hindu Thought.  D. Reidel Publishing Company, Dordrecht, Holland, 1988.  ISBN 90-277-2497-0.  Chapter 1.  "Hindu Systems of Thought as Epistemic Disciplines".
- A History of Indian Philosophy by Surendranath Dasgupta (5 Volumes) at archive.org
- Indian Idealism by Surendranath Dasgupta at archive.org
- Outlines of Indian Philosophy by Prof. Mysore Hiriyanna at archive.org
- Indian Philosophy by Dr. Sarvepalli Radhakrishnan (2 Volumes) at archive.org